# Engl

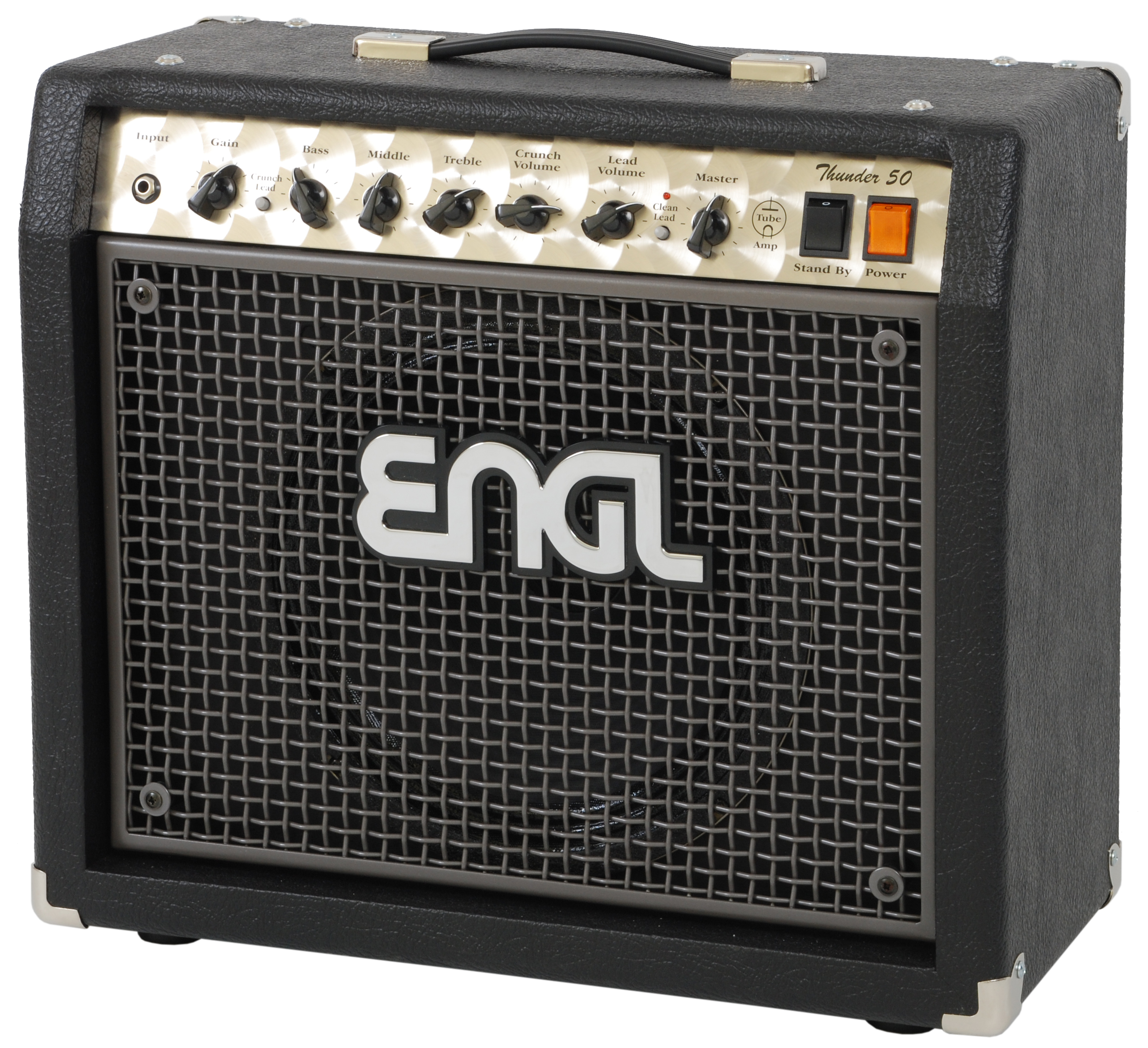
Engl Thunder E322 50 W Combo

Engl är ett tyskt gitarrförstärkarmärke. Deras förstärkare är framförallt populära i dagens hårdrocksmusik. Deras Savage 120 har använts av bl.a. A.C.T., Rage, Soilwork och Hammerfall.